# スカパ・フロー
座標: 北緯58度54分 西経3度03分 / 北緯58.900度 西経3.050度
スカパ・フロー (Scapa Flow) は、イギリス・スコットランドのオークニー諸島に存在する入り江。 メインランド島、ホイ島、バレイ島、サウス・ロンルドシー島などに囲まれ、細い水路で外海とつながっている。外部からの侵入を防ぐことのできる天然の良港として第一次世界大戦から第二次世界大戦にかけイギリス海軍の根拠地として利用された。1916年のユトランド沖海戦ではイギリス主力艦隊がここから出撃している。
両大戦では停泊するイギリス艦船を狙いドイツのUボートが侵入を図っている。第一次世界大戦ではU18とU116が侵入に失敗した。第二次世界大戦では1939年10月14日、ギュンター・プリーンが指揮するU47が浮上侵入、戦艦ロイヤル・オークを撃沈した。第一次世界大戦の因縁のスカパ・フローに敵戦艦を沈め、ドイツ国民は歓喜した。ロイヤル・オークの乗組員1,400名あまりの内、833人が死亡している。沈船は現在記念碑として保存されている。事件の後、ウィンストン・チャーチルの命により建設された防波堤は、"Churchill barriers"と名付けられ、現在メインランド島、バレイ島とサウス・ロナルドセー島を結ぶ土手道として利用されている。
この攻撃の3日後、4機のJu 88爆撃機がスカパ・フローを爆撃した。この攻撃によって戦艦アイアン・デュークが大破、爆撃機1機が撃墜されている。
カークウォールで蒸留されるスコッチ・ウイスキーのScapaはスカパ・フローにちなんで名付けられた。

## ドイツ帝国海軍とスカパ・フロー
第一次世界大戦でドイツが休戦を受諾すると、ドイツ艦隊の74隻がスカパ・フローに回航され、講和条約締結を待った。1918年の11月に到着したこれらの艦船はスカパ・フロー泊地内に抑留され、観光客の目玉となった。1919年5月に発表された講和条約案の内容に悲憤した抑留艦隊司令官ルートヴィッヒ・フォン・ロイター (Ludwig von Reuter) 提督は英国への艦隊引渡しを拒むためにイギリス艦隊の大部分が演習に出た隙をついて1919年6月21日に全艦艇に自沈を命令した。この際にイギリス軍との衝突で9名の死者が出た。これは第一次世界大戦における最後の戦死者とされている。
自沈したのは以下の艦船である。
- 戦艦：バイエルン (Bayern) 、ケーニヒ (König) 、グローサー・クルフュルスト (Großer Kurfürst) 、マルクグラーフ (Markgraf) 、クローンプリンツ・ヴルヘルム (Kronprinz Wilhelm) 、カイザー (Kaiser)、フリードリヒ・デア・グローセ (Friedrich der Große) 、カイゼリン (Kaiserin) 、プリンツレゲント・ルイトポルト (Prinzregent Luitpold) 、ケーニヒ・アルベルト (König Albert)。
- 巡洋戦艦：デアフリンガー (Derfflinger) 、ヒンデンブルク (Hindenburg)、ザイドリッツ (Seydlitz) 、モルトケ (Moltcke) 、フォン・デア・タン (Von der Tann)。
- 巡洋艦：ケルン (Köln) 、ドレスデン (Dresden) 、カールスルーエ (Karlsruhe) 、ブルマー (Brummer)、ブレムゼ (Bremse)。
- 駆逐艦多数

戦艦バーデン (Baden) 、巡洋艦エムデン (Emden)、ニュルンベルク (Nürnberg) 、フランクフルト (Frankfurt) は自沈に失敗した。
1920年代に入り、アーネスト・コックスらの手により43隻の船がサルベージされた。 比較的小さな艦船については浮きと錨鎖を使い浮上させた。28,000トンにもなるヒンデンブルクについては、爆破により開いた穴を全て塞ぎ船殻に圧縮空気を導入して浮力をつけさせた。8隻の船は現在もスカパ・フローに沈んでおり、ダイビングスポットとして親しまれている。
その後更に多くの沈船、またはその一部が引き上げられ人工衛星などに利用されている。戦後の製鋼では溶鉱炉の消耗具合を調べるため、耐火煉瓦にトレーサーとして放射性物質のコバルト60が仕込まれている。しかし戦前に鋳造された鉄はこれを含まないことから、放射能測定において好ましくない影響を排除できるとして、環境放射能遮蔽材などに用いられている（陸奥鉄）。

## 文献
- Dan van der Vat The Grand Scuttle: The Sinking of the German Fleet at Scapa Flow 1919, Naval Institute Press, 1986, ISBN 0870212257
  - スカパ・フロー大自沈を描く前記の著作の翻訳『ドイツ艦隊大自沈』佐藤佐三郎（訳）、1984年、原書房、ISBN 4-562-01438-5
- アレクサンドル・コルガノフ、スカパ・フロー侵入、Non-fictions『Uボート、出撃せよ』内藤一郎（訳）、早川書房、1993年、ISBN 4-15-050098-3
- ギュンター・プリーン、 U47 の艦長の回想録『スカパ・フローへの道』中央公論新社、2001年、ISBN 4-12-003174-8